# Liste des anciennes communes de l'Yonne
Cette page a pour objectif de retracer toutes les modifications communales dans le département de l'Yonne: les anciennes communes qui ont existé depuis la Révolution française, ainsi que les créations, les modifications officielles de nom, ainsi que les échanges de territoires entre communes.
Le département comptait 485 communes en 1800, un nombre resté particulièrement stable puisqu'on comptait encore 482 communes un siècle et demi plus tard en 1970, les rares fusions étant compensées par quelques créations au XIX e siècle. Ce nombre plutôt important, dans un département certes étendu mais essentiellement rural, a vu de nombreuses communes se dépeupler et de venir de petite taille. C'est ce qui explique le succès des lois incitatives, d'abord avec la Loi Marcellin de 1971, qui ramènera le nombre de collectivités à 439 en 1975, provisoirement car suivi d'une importante vague de défusions immédiatement après. Puis avec la loi NOTRe de 2010 qui va redonner un élan à ce mouvement de regroupements. Certaines entités actuelles sont le résultat d'une fusion d'un nombre important de communes, à l'image de la commune nouvelle de Charny Orée de Puisaye (14 communes historiques regroupées) ou, plus tôt, la fusion de 6 communes formant celle de Perceneige en 1972. Aujourd'hui (au 1er janvier 2025), le département dénombre 423 communes.

## Fusions
| Nom de la nouvelle commune      | Communes réunies                                      | Régime                                                           | Date (et nature) de la décision                     | Date d'effet      |
| ------------------------------- | ----------------------------------------------------- | ---------------------------------------------------------------- | --------------------------------------------------- | ----------------- |
| Guillon-Terre-Plaine            | Guillon                                               | commune nouvelle (avec communes déléguées)                       | 24 décembre 2018 (Arrêté)                           | 1er janvier 2019  |
| Guillon-Terre-Plaine            | Cisery                                                | commune nouvelle (avec communes déléguées)                       | 24 décembre 2018 (Arrêté)                           | 1er janvier 2019  |
| Guillon-Terre-Plaine            | Sceaux                                                | commune nouvelle (avec communes déléguées)                       | 24 décembre 2018 (Arrêté)                           | 1er janvier 2019  |
| Guillon-Terre-Plaine            | Trévilly                                              | commune nouvelle (avec communes déléguées)                       | 24 décembre 2018 (Arrêté)                           | 1er janvier 2019  |
| Guillon-Terre-Plaine            | Vignes                                                | commune nouvelle (avec communes déléguées)                       | 24 décembre 2018 (Arrêté)                           | 1er janvier 2019  |
| Treigny-Perreuse-Sainte-Colombe | Treigny                                               | commune nouvelle (avec 3 communes déléguées)                     | 29 novembre 2018 (Arrêté) 17 décembre 2018 (Arrêté) | 1er janvier 2019  |
| Treigny-Perreuse-Sainte-Colombe | Sainte-Colombe-sur-Loing                              | commune nouvelle (avec 3 communes déléguées)                     | 29 novembre 2018 (Arrêté) 17 décembre 2018 (Arrêté) | 1er janvier 2019  |
| Les Hauts de Forterre           | Taingy                                                | commune nouvelle (avec communes déléguées)                       | 16 août 2016 (Arrêté)                               | 1er janvier 2017  |
| Les Hauts de Forterre           | Fontenailles                                          | commune nouvelle (avec communes déléguées)                       | 16 août 2016 (Arrêté)                               | 1er janvier 2017  |
| Les Hauts de Forterre           | Molesmes                                              | commune nouvelle (avec communes déléguées)                       | 16 août 2016 (Arrêté)                               | 1er janvier 2017  |
| Deux Rivières                   | Cravant                                               | commune nouvelle (avec communes déléguées)                       | 26 avril 2016 (Arrêté)                              | 1er janvier 2017  |
| Deux Rivières                   | Accolay                                               | commune nouvelle (avec communes déléguées)                       | 26 avril 2016 (Arrêté)                              | 1er janvier 2017  |
| Montholon                       | Aillant-sur-Tholon                                    | commune nouvelle (avec communes déléguées)                       | 1er avril 2016 (Arrêté)                             | 1er janvier 2017  |
| Montholon                       | Champvallon                                           | commune nouvelle (avec communes déléguées)                       | 1er avril 2016 (Arrêté)                             | 1er janvier 2017  |
| Montholon                       | Villiers-sur-Tholon                                   | commune nouvelle (avec communes déléguées)                       | 1er avril 2016 (Arrêté)                             | 1er janvier 2017  |
| Montholon                       | Volgré                                                | commune nouvelle (avec communes déléguées)                       | 1er avril 2016 (Arrêté)                             | 1er janvier 2017  |
| Vermenton                       | Vermenton                                             | commune nouvelle (avec 1 commune déléguée : Sacy)                | 17 décembre 2015 (Arrêté)                           | 1er janvier 2016  |
| Vermenton                       | Sacy                                                  | commune nouvelle (avec 1 commune déléguée : Sacy)                | 17 décembre 2015 (Arrêté)                           | 1er janvier 2016  |
| Les Vallées de la Vanne         | Theil-sur-Vanne                                       | commune nouvelle (avec communes déléguées)                       | 15 décembre 2015 (Arrêté)                           | 1er janvier 2016  |
| Les Vallées de la Vanne         | Chigy                                                 | commune nouvelle (avec communes déléguées)                       | 15 décembre 2015 (Arrêté)                           | 1er janvier 2016  |
| Les Vallées de la Vanne         | Vareilles                                             | commune nouvelle (avec communes déléguées)                       | 15 décembre 2015 (Arrêté)                           | 1er janvier 2016  |
| Sépeaux-Saint-Romain            | Sépeaux                                               | commune nouvelle (SANS communes déléguées)                       | 8 décembre 2015 (Arrêté)                            | 1er janvier 2016  |
| Sépeaux-Saint-Romain            | Saint-Romain-le-Preux                                 | commune nouvelle (SANS communes déléguées)                       | 8 décembre 2015 (Arrêté)                            | 1er janvier 2016  |
| Le Val d'Ocre                   | Saint-Aubin-Château-Neuf                              | commune nouvelle (avec communes déléguées)                       | 8 décembre 2015 (Arrêté)                            | 1er janvier 2016  |
| Le Val d'Ocre                   | Saint-Martin-sur-Ocre                                 | commune nouvelle (avec communes déléguées)                       | 8 décembre 2015 (Arrêté)                            | 1er janvier 2016  |
| Valravillon                     | Guerchy                                               | commune nouvelle (avec communes déléguées)                       | 17 novembre 2015 (Arrêté)                           | 1er janvier 2016  |
| Valravillon                     | Laduz                                                 | commune nouvelle (avec communes déléguées)                       | 17 novembre 2015 (Arrêté)                           | 1er janvier 2016  |
| Valravillon                     | Neuilly                                               | commune nouvelle (avec communes déléguées)                       | 17 novembre 2015 (Arrêté)                           | 1er janvier 2016  |
| Valravillon                     | Villemer                                              | commune nouvelle (avec communes déléguées)                       | 17 novembre 2015 (Arrêté)                           | 1er janvier 2016  |
| Charny Orée de Puisaye          | Charny                                                | commune nouvelle (avec communes déléguées)                       | 13 novembre 2015 (Arrêté) 17 novembre 2015 (Arrêté) | 1er janvier 2016  |
| Charny Orée de Puisaye          | Chambeugle                                            | commune nouvelle (avec communes déléguées)                       | 13 novembre 2015 (Arrêté) 17 novembre 2015 (Arrêté) | 1er janvier 2016  |
| Charny Orée de Puisaye          | Chêne-Arnoult                                         | commune nouvelle (avec communes déléguées)                       | 13 novembre 2015 (Arrêté) 17 novembre 2015 (Arrêté) | 1er janvier 2016  |
| Charny Orée de Puisaye          | Chevillon                                             | commune nouvelle (avec communes déléguées)                       | 13 novembre 2015 (Arrêté) 17 novembre 2015 (Arrêté) | 1er janvier 2016  |
| Charny Orée de Puisaye          | Dicy                                                  | commune nouvelle (avec communes déléguées)                       | 13 novembre 2015 (Arrêté) 17 novembre 2015 (Arrêté) | 1er janvier 2016  |
| Charny Orée de Puisaye          | Fontenouilles                                         | commune nouvelle (avec communes déléguées)                       | 13 novembre 2015 (Arrêté) 17 novembre 2015 (Arrêté) | 1er janvier 2016  |
| Charny Orée de Puisaye          | Grandchamp                                            | commune nouvelle (avec communes déléguées)                       | 13 novembre 2015 (Arrêté) 17 novembre 2015 (Arrêté) | 1er janvier 2016  |
| Charny Orée de Puisaye          | Malicorne                                             | commune nouvelle (avec communes déléguées)                       | 13 novembre 2015 (Arrêté) 17 novembre 2015 (Arrêté) | 1er janvier 2016  |
| Charny Orée de Puisaye          | Marchais-Beton                                        | commune nouvelle (avec communes déléguées)                       | 13 novembre 2015 (Arrêté) 17 novembre 2015 (Arrêté) | 1er janvier 2016  |
| Charny Orée de Puisaye          | Perreux                                               | commune nouvelle (avec communes déléguées)                       | 13 novembre 2015 (Arrêté) 17 novembre 2015 (Arrêté) | 1er janvier 2016  |
| Charny Orée de Puisaye          | Prunoy                                                | commune nouvelle (avec communes déléguées)                       | 13 novembre 2015 (Arrêté) 17 novembre 2015 (Arrêté) | 1er janvier 2016  |
| Charny Orée de Puisaye          | Saint-Denis-sur-Ouanne                                | commune nouvelle (avec communes déléguées)                       | 13 novembre 2015 (Arrêté) 17 novembre 2015 (Arrêté) | 1er janvier 2016  |
| Charny Orée de Puisaye          | Saint-Martin-sur-Ouanne                               | commune nouvelle (avec communes déléguées)                       | 13 novembre 2015 (Arrêté) 17 novembre 2015 (Arrêté) | 1er janvier 2016  |
| Charny Orée de Puisaye          | Villefranche                                          | commune nouvelle (avec communes déléguées)                       | 13 novembre 2015 (Arrêté) 17 novembre 2015 (Arrêté) | 1er janvier 2016  |
| Arces-Dilo                      | Arces                                                 | fusion association                                               | 20 septembre 1976 (Arrêté)                          | 1er janvier 1977  |
| Arces-Dilo                      | Dilo                                                  | fusion association                                               | 20 septembre 1976 (Arrêté)                          | 1er janvier 1977  |
| Chailley-Turny                  | Chailley (commune rétablie en 1979)                   | fusion association (dissoute en 1979)                            | 9 avril 1974 (Arrêté)                               | 15 avril 1974     |
| Chailley-Turny                  | Turny (commune rétablie en 1979)                      | fusion association (dissoute en 1979)                            | 9 avril 1974 (Arrêté)                               | 15 avril 1974     |
| Annay-sur-Serein                | Annay-sur-Serein                                      | fusion association (dissoute en 1979)                            | 30 décembre 1972 (Arrêté)                           | 1er janvier 1973  |
| Annay-sur-Serein                | Môlay (commune rétablie en 1979)                      | fusion association (dissoute en 1979)                            | 30 décembre 1972 (Arrêté)                           | 1er janvier 1973  |
| Annay-sur-Serein                | Sainte-Vertu (commune rétablie en 1979)               | fusion association (dissoute en 1979)                            | 30 décembre 1972 (Arrêté)                           | 1er janvier 1973  |
| Champignelles                   | Champignelles                                         | fusion association                                               | 28 décembre 1972 (Arrêté)                           | 1er janvier 1973  |
| Champignelles                   | Louesme                                               | fusion association                                               | 28 décembre 1972 (Arrêté)                           | 1er janvier 1973  |
| Neuilly                         | Neuilly                                               | fusion association (dissoute en 1979)                            | 28 décembre 1972 (Arrêté)                           | 1er janvier 1973  |
| Neuilly                         | Villemer (commune rétablie en 1979)                   | fusion association (dissoute en 1979)                            | 28 décembre 1972 (Arrêté)                           | 1er janvier 1973  |
| Tanlay                          | Tanlay                                                | fusion association                                               | 27 décembre 1972 (Arrêté)                           | 1er janvier 1973  |
| Tanlay                          | Commissey                                             | fusion association                                               | 27 décembre 1972 (Arrêté)                           | 1er janvier 1973  |
| Tanlay                          | Saint-Vinnemer                                        | fusion association                                               | 27 décembre 1972 (Arrêté)                           | 1er janvier 1973  |
| Saint-Cyr-les-Colons            | Saint-Cyr-les-Colons                                  | fusion association (dissoute en 1998)                            | 26 décembre 1972 (Arrêté)                           | 1er janvier 1973  |
| Saint-Cyr-les-Colons            | Préhy (commune rétablie en 1998)                      | fusion association (dissoute en 1998)                            | 26 décembre 1972 (Arrêté)                           | 1er janvier 1973  |
| Ancy-le-Franc                   | Ancy-le-Franc                                         | fusion association (fusion simple depuis le 17-8-2018)           | 22 décembre 1972 (Arrêté)                           | 1er janvier 1973  |
| Ancy-le-Franc                   | Cusy                                                  | fusion association (fusion simple depuis le 17-8-2018)           | 22 décembre 1972 (Arrêté)                           | 1er janvier 1973  |
| Brienon-sur-Armançon            | Brienon-sur-Armançon                                  | fusion association (partiellement dissoute en 2004)              | 15 décembre 1972 (Arrêté)                           | 1er janvier 1973  |
| Brienon-sur-Armançon            | Bligny-en-Othe                                        | fusion association (partiellement dissoute en 2004)              | 15 décembre 1972 (Arrêté)                           | 1er janvier 1973  |
| Brienon-sur-Armançon            | Paroy-en-Othe (commune rétablie en 2004)              | fusion association (partiellement dissoute en 2004)              | 15 décembre 1972 (Arrêté)                           | 1er janvier 1973  |
| Treigny                         | Treigny                                               | fusion association (partiellement dissoute en 1977)              | 14 décembre 1972 (Arrêté)                           | 1er janvier 1973  |
| Treigny                         | Perreuse                                              | fusion association (partiellement dissoute en 1977)              | 14 décembre 1972 (Arrêté)                           | 1er janvier 1973  |
| Treigny                         | Sainte-Colombe-sur-Loing (commune rétablie en 1977)   | fusion association (partiellement dissoute en 1977)              | 14 décembre 1972 (Arrêté)                           | 1er janvier 1973  |
| Sens                            | Sens                                                  | fusion association (dissoute en 2008)                            | 11 décembre 1972 (Arrêté)                           | 1er janvier 1973  |
| Sens                            | Rosoy (commune rétablie en 2008)                      | fusion association (dissoute en 2008)                            | 11 décembre 1972 (Arrêté)                           | 1er janvier 1973  |
| Coulanges-la-Vineuse            | Coulanges-la-Vineuse                                  | fusion association (dissoute en 1979)                            | 7 décembre 1972 (Arrêté)                            | 11 décembre 1972  |
| Coulanges-la-Vineuse            | Escolives-Sainte-Camille (commune rétablie en 1979)   | fusion association (dissoute en 1979)                            | 7 décembre 1972 (Arrêté)                            | 11 décembre 1972  |
| Lucy-sur-Cure                   | Lucy-sur-Cure                                         | fusion association (partiellement dissoute en 1982)              | 4 décembre 1972 (Arrêté)                            | 1er janvier 1973  |
| Lucy-sur-Cure                   | Bessy-sur-Cure (commune rétablie en 1982)             | fusion association (partiellement dissoute en 1982)              | 4 décembre 1972 (Arrêté)                            | 1er janvier 1973  |
| Lucy-sur-Cure                   | Essert                                                | fusion association (partiellement dissoute en 1982)              | 4 décembre 1972 (Arrêté)                            | 1er janvier 1973  |
| Ouanne                          | Ouanne                                                | fusion association (partiellement dissoute en 1980)              | 28 novembre 1972 (Arrêté)                           | 1er décembre 1972 |
| Ouanne                          | Chastenay                                             | fusion association (partiellement dissoute en 1980)              | 28 novembre 1972 (Arrêté)                           | 1er décembre 1972 |
| Ouanne                          | Merry-Sec (commune rétablie en 1980)                  | fusion association (partiellement dissoute en 1980)              | 28 novembre 1972 (Arrêté)                           | 1er décembre 1972 |
| Saint-Fargeau                   | Saint-Fargeau                                         | fusion association (partiellement dissoute en 1977 puis en 1999) | 21 novembre 1972 (Arrêté)                           | 1er décembre 1972 |
| Saint-Fargeau                   | Lavau (commune rétablie en 1977)                      | fusion association (partiellement dissoute en 1977 puis en 1999) | 21 novembre 1972 (Arrêté)                           | 1er décembre 1972 |
| Saint-Fargeau                   | Mézilles (commune rétablie en 1977)                   | fusion association (partiellement dissoute en 1977 puis en 1999) | 21 novembre 1972 (Arrêté)                           | 1er décembre 1972 |
| Saint-Fargeau                   | Ronchères (commune rétablie en 1999)                  | fusion association (partiellement dissoute en 1977 puis en 1999) | 21 novembre 1972 (Arrêté)                           | 1er décembre 1972 |
| Saint-Fargeau                   | Saint-Martin-des-Champs (commune rétablie en 1977)    | fusion association (partiellement dissoute en 1977 puis en 1999) | 21 novembre 1972 (Arrêté)                           | 1er décembre 1972 |
| Saint-Fargeau                   | Septfonds                                             | fusion association (partiellement dissoute en 1977 puis en 1999) | 21 novembre 1972 (Arrêté)                           | 1er décembre 1972 |
| Monéteau                        | Monéteau                                              | fusion association                                               | 10 novembre 1972 (Arrêté)                           | 1er décembre 1972 |
| Monéteau                        | Sougères-sur-Sinotte                                  | fusion association                                               | 10 novembre 1972 (Arrêté)                           | 1er décembre 1972 |
| Auxerre                         | Auxerre                                               | fusion association                                               | 28 septembre 1972 (Arrêté)                          | 1er octobre 1972  |
| Auxerre                         | Vaux                                                  | fusion association                                               | 28 septembre 1972 (Arrêté)                          | 1er octobre 1972  |
| Lichères-Aigremont              | Lichères-près-Aigremont (commune rétablie en 1985)    | fusion association (dissoute en 1985)                            | 19 septembre 1972 (Arrêté)                          | 1er janvier 1973  |
| Lichères-Aigremont              | Aigremont (commune rétablie en 1985)                  | fusion association (dissoute en 1985)                            | 19 septembre 1972 (Arrêté)                          | 1er janvier 1973  |
| Vergigny                        | Vergigny                                              | fusion association                                               | 19 septembre 1972 (Arrêté)                          | 1er janvier 1973  |
| Vergigny                        | Bouilly                                               | fusion association                                               | 19 septembre 1972 (Arrêté)                          | 1er janvier 1973  |
| Vergigny                        | Rebourseaux                                           | fusion association                                               | 19 septembre 1972 (Arrêté)                          | 1er janvier 1973  |
| Chablis                         | Chablis                                               | fusion simple                                                    | 2 août 1972 (Arrêté)                                | 1er janvier 1973  |
| Chablis                         | Milly                                                 | fusion simple                                                    | 2 août 1972 (Arrêté)                                | 1er janvier 1973  |
| Chablis                         | Poinchy                                               | fusion simple                                                    | 2 août 1972 (Arrêté)                                | 1er janvier 1973  |
| Chablis                         | Fyé                                                   | fusion simple                                                    | 18 décembre 1972 (Arrêté)                           | 1er janvier 1973  |
| Mailly-la-Ville                 | Mailly-la-Ville                                       | fusion association (annulée par arrêté de décembre 1973)         | 2 août 1972 (Arrêté),                               | 1er janvier 1974  |
| Mailly-la-Ville                 | Prégilbert (commune rétablie dès 1973)                | fusion association (annulée par arrêté de décembre 1973)         | 2 août 1972 (Arrêté),                               | 1er janvier 1974  |
| Mailly-la-Ville                 | Séry (commune rétablie dès 1973)                      | fusion association (annulée par arrêté de décembre 1973)         | 2 août 1972 (Arrêté),                               | 1er janvier 1974  |
| Thorigny-sur-Oreuse             | Thorigny-sur-Oreuse                                   | fusion association                                               | 2 août 1972 (Arrêté)                                | 1er janvier 1973  |
| Thorigny-sur-Oreuse             | Fleurigny                                             | fusion association                                               | 2 août 1972 (Arrêté)                                | 1er janvier 1973  |
| Thorigny-sur-Oreuse             | Saint-Martin-sur-Oreuse                               | fusion association                                               | 2 août 1972 (Arrêté)                                | 1er janvier 1973  |
| Villiers-Saint-Benoît           | Villiers-Saint-Benoît                                 | fusion association                                               | 23 juin 1972 (Arrêté)                               | 1er juillet 1972  |
| Villiers-Saint-Benoît           | La Villotte                                           | fusion association                                               | 23 juin 1972 (Arrêté)                               | 1er juillet 1972  |
| Brannay-Saint-Sérotin           | Brannay (commune rétablie en 1976)                    | fusion association (dissoute en 1976)                            | 21 juin 1972 (Arrêté)                               | 1er juillet 1972  |
| Brannay-Saint-Sérotin           | Saint-Sérotin (commune rétablie en 1976)              | fusion association (dissoute en 1976)                            | 21 juin 1972 (Arrêté)                               | 1er juillet 1972  |
| Perceneige                      | Villiers-Bonneux                                      | fusion simple                                                    | 20 juin 1972 (Arrêté)                               | 1er juillet 1972  |
| Perceneige                      | Courceaux                                             | fusion simple                                                    | 20 juin 1972 (Arrêté)                               | 1er juillet 1972  |
| Perceneige                      | Grange-le-Bocage                                      | fusion simple                                                    | 20 juin 1972 (Arrêté)                               | 1er juillet 1972  |
| Perceneige                      | Plessis-du-Mée                                        | fusion simple                                                    | 20 juin 1972 (Arrêté)                               | 1er juillet 1972  |
| Perceneige                      | Sognes                                                | fusion simple                                                    | 20 juin 1972 (Arrêté)                               | 1er juillet 1972  |
| Perceneige                      | Vertilly                                              | fusion simple                                                    | 20 juin 1972 (Arrêté)                               | 1er juillet 1972  |
| Flogny-la-Chapelle              | Flogny                                                | fusion                                                           | 19 février 1971 (Arrêté)                            | 13 mars 1971      |
| Flogny-la-Chapelle              | La Chapelle-Vieille-Forêt                             | fusion                                                           | 19 février 1971 (Arrêté)                            | 13 mars 1971      |
| Saint-Florentin                 | Saint-Florentin                                       | fusion                                                           | 27 avril 1970 (Arrêté)                              | 1er janvier 1971  |
| Saint-Florentin                 | Avrolles                                              | fusion                                                           | 27 avril 1970 (Arrêté)                              | 1er janvier 1971  |
| Montacher-Villegardin           | Montacher                                             | fusion                                                           | 28 décembre 1964 (Arrêté)                           | 1er janvier 1965  |
| Montacher-Villegardin           | Villegardin                                           | fusion                                                           | 28 décembre 1964 (Arrêté)                           | 1er janvier 1965  |
| Massangis                       | Massangis                                             | fusion                                                           | 12 octobre 1964 (Arrêté)                            | 1er janvier 1965  |
| Massangis                       | Civry-sur-Serein                                      | fusion                                                           | 12 octobre 1964 (Arrêté)                            | 1er janvier 1965  |
| Hauterive                       | Hauterive                                             | fusion                                                           | 18 septembre 1947 (Arrêté)                          | 18 octobre 1947   |
| Hauterive                       | Chichy                                                | fusion                                                           | 18 septembre 1947 (Arrêté)                          | 18 octobre 1947   |
| Charny                          | Charny                                                | fusion                                                           | 15 février 1943 (Arrêté)                            | 1er mars 1943     |
| Charny                          | La Mothe-aux-Aulnaies                                 | fusion                                                           | 15 février 1943 (Arrêté)                            | 1er mars 1943     |
| Escamps                         | Escamps                                               | fusion                                                           | 1801-1805                                           | 1801-1805         |
| Escamps                         | Avigneau                                              | fusion                                                           | 1801-1805                                           | 1801-1805         |
| Rogny                           | Rogny                                                 | fusion                                                           | 1801-1805                                           | 1801-1805         |
| Rogny                           | Saint-Eusoge                                          | fusion                                                           | 1801-1805                                           | 1801-1805         |
| Saint-Bris                      | Saint-Bris                                            | fusion                                                           | 1801-1805                                           | 1801-1805         |
| Saint-Bris                      | Bailly                                                | fusion                                                           | 1801-1805                                           | 1801-1805         |
| Saint-Bris                      | Gouaix                                                | fusion                                                           | 1801-1805                                           | 1801-1805         |
| Collan                          | Collan                                                | fusion                                                           | 1795-1800                                           | 1795-1800         |
| Collan                          | Rameau                                                | fusion                                                           | 1795-1800                                           | 1795-1800         |
| Grimault                        | Grimault                                              | fusion                                                           | 1795-1800                                           | 1795-1800         |
| Grimault                        | Cours                                                 | fusion                                                           | 1795-1800                                           | 1795-1800         |
| Grimault                        | Villiers-la-Grange                                    | fusion                                                           | 1795-1800                                           | 1795-1800         |
| Annay-sur-Serein                | Annay-sur-Serein                                      | fusion                                                           | 1790-1794                                           | 1790-1794         |
| Annay-sur-Serein                | Perrigny (canton de Noyers)                           | fusion                                                           | 1790-1794                                           | 1790-1794         |
| Chigy                           | Chigy                                                 | fusion                                                           | 1790-1794                                           | 1790-1794         |
| Chigy                           | Les Clérimois (une partie) (commune rétablie en 1888) | fusion                                                           | 1790-1794                                           | 1790-1794         |
| Foissy                          | Foissy                                                | fusion                                                           | 1790-1794                                           | 1790-1794         |
| Foissy                          | Les Clérimois (une partie) (commune rétablie en 1888) | fusion                                                           | 1790-1794                                           | 1790-1794         |
| Domecy-sur-Cure                 | Domecy-sur-Cure                                       | fusion                                                           | 1790-1794                                           | 1790-1794         |
| Domecy-sur-Cure                 | Chers                                                 | fusion                                                           | 1790-1794                                           | 1790-1794         |
| Môlay                           | Môlay                                                 | fusion                                                           | 1790-1794                                           | 1790-1794         |
| Môlay                           | Arton                                                 | fusion                                                           | 1790-1794                                           | 1790-1794         |
| Sarry                           | Sarry                                                 | fusion                                                           | 1790-1794                                           | 1790-1794         |
| Sarry                           | Soulangy                                              | fusion                                                           | 1790-1794                                           | 1790-1794         |
| Thorigny-sur-Oreuse             | Thorigny-sur-Oreuse                                   | fusion                                                           | 1790-1794                                           | 1790-1794         |
| Thorigny-sur-Oreuse             | Vallerie                                              | fusion                                                           | 1790-1794                                           | 1790-1794         |

## Créations et rétablissements
| Nom de la commune créée  | Commune affectée                          | Mode de création              | Date (et nature) de la décision | Date d'effet              |
| ------------------------ | ----------------------------------------- | ----------------------------- | ------------------------------- | ------------------------- |
| Rosoy                    | Sens                                      | Rétablissement                | 20 décembre 2007 (Arrêté)       | 12 février 2008           |
| Paroy-en-Othe            | Brienon-sur-Armançon                      | Rétablissement                | 16 octobre 2003 (Arrêté)        | 31 décembre 2003          |
| Ronchères                | Saint-Fargeau                             | Rétablissement                | 21 septembre 1998 (Arrêté)      | 1er janvier 1999          |
| Préhy                    | Saint-Cyr-les-Colons                      | Rétablissement                | 28 novembre 1997 (Arrêté)       | 1er janvier 1998          |
| Aigremont                | Lichères-Aigremont (commune démembrée)    | Rétablissement et suppression | 8 février 1985 (Arrêté)         | 1er janvier 1986          |
| Lichères-près-Aigremont  | Lichères-Aigremont (commune démembrée)    | Rétablissement et suppression | 8 février 1985 (Arrêté)         | 1er janvier 1986          |
| Bessy-sur-Cure           | Lucy-sur-Cure                             | Rétablissement                | 22 décembre 1981 (Arrêté)       | 1er janvier 1982          |
| Merry-Sec                | Ouanne                                    | Rétablissement                | 6 décembre 1979 (Arrêté)        | 1er janvier 1980          |
| Chailley                 | Chailley-Turny (commune démembrée)        | Rétablissement et suppression | 19 décembre 1978 (Arrêté)       | 1er janvier 1979          |
| Turny                    | Chailley-Turny (commune démembrée)        | Rétablissement et suppression | 19 décembre 1978 (Arrêté)       | 1er janvier 1979          |
| Escolives-Sainte-Camille | Coulanges-la-Vineuse                      | Rétablissement                | 19 décembre 1978 (Arrêté)       | 1er janvier 1979          |
| Môlay                    | Annay-sur-Serein                          | Rétablissement                | 19 décembre 1978 (Arrêté)       | 1er janvier 1979          |
| Sainte-Vertu             | Annay-sur-Serein                          | Rétablissement                | 19 décembre 1978 (Arrêté)       | 1er janvier 1979          |
| Villemer                 | Neuilly                                   | Rétablissement                | 19 décembre 1978 (Arrêté)       | 1er janvier 1979          |
| Lavau                    | Saint-Fargeau                             | Rétablissement                | 27 décembre 1976 (Arrêté)       | 1er janvier 1977          |
| Sainte-Colombe-sur-Loing | Treigny                                   | Rétablissement                | 27 décembre 1976 (Arrêté)       | 1er janvier 1977          |
| Mézilles                 | Saint-Fargeau                             | Rétablissement                | 30 juin 1976 (Arrêté)           | 1er janvier 1977          |
| Saint-Martin-des-Champs  | Saint-Fargeau                             | Rétablissement                | 30 juin 1976 (Arrêté)           | 1er janvier 1977          |
| Brannay                  | Brannay-Saint-Sérotin (commune démembrée) | Rétablissement et suppression | 29 décembre 1975 (Arrêté)       | 1er janvier 1976          |
| Saint-Sérotin            | Brannay-Saint-Sérotin (commune démembrée) | Rétablissement et suppression | 29 décembre 1975 (Arrêté)       | 1er janvier 1976          |
| Prégilbert               | Mailly-la-Ville                           | Rétablissement                | 27 décembre 1973 (Arrêté)       | 27 décembre 1973 (Arrêté) |
| Séry                     | Mailly-la-Ville                           | Rétablissement                | 27 décembre 1973 (Arrêté)       | 27 décembre 1973 (Arrêté) |
| Les Clérimois            | Chigy                                     | Rétablissement                | 29 mai 1888 (Loi)               | 29 mai 1888 (Loi)         |
| Les Clérimois            | Foissy                                    | Rétablissement                | 29 mai 1888 (Loi)               | 29 mai 1888 (Loi)         |
| Sougères-sur-Sinotte     | Gurgy                                     | Démembrement                  | 1870                            | 1870                      |
| Thory                    | Lucy-le-Bois                              | Démembrement                  | 1869                            | 1869                      |
| Saint-Sérotin            | Brannay                                   | Démembrement                  | 3 juillet 1861 (Loi)            | 3 juillet 1861 (Loi)      |
| Saint-Sérotin            | Lixy                                      | Démembrement                  | 3 juillet 1861 (Loi)            | 3 juillet 1861 (Loi)      |
| Saint-Sérotin            | Nailly                                    | Démembrement                  | 3 juillet 1861 (Loi)            | 3 juillet 1861 (Loi)      |
| Saint-Sérotin            | Pont-sur-Yonne                            | Démembrement                  | 3 juillet 1861 (Loi)            | 3 juillet 1861 (Loi)      |
| Saint-Sérotin            | Villeperrot                               | Démembrement                  | 3 juillet 1861 (Loi)            | 3 juillet 1861 (Loi)      |
| Foissy-lès-Vézelay       | Saint-Père                                | Démembrement                  | 14 mai 1837 (Ordonnance)        | 14 mai 1837 (Ordonnance)  |

## Modifications de nom officiel
| Ancien nom                | Nouveau nom                 | Date (et nature) de la décision |
| ------------------------- | --------------------------- | ------------------------------- |
| Saint-Denis               | Saint-Denis-lès-Sens        | 1er août 2012 (Décret)          |
| Saints                    | Saints-en-Puisaye           | 1er août 2012 (Décret)          |
| Vassy                     | Vassy-sous-Pisy             | 8 juillet 2010 (Décret)         |
| Moutiers                  | Moutiers-en-Puisaye         | 26 mars 1993 (Décret)           |
| Rogny                     | Rogny-les-Sept-Écluses      | 10 août 1978 (Décret)           |
| Champs                    | Champs-sur-Yonne            | 5 janvier 1965 (Décret)         |
| Aillant                   | Aillant-sur-Tholon          | 27 mars 1961 (Décret),          |
| Bessy                     | Bessy-sur-Cure              | 27 mars 1961 (Décret),          |
| Pacy                      | Pacy-sur-Armançon           | 27 mars 1961 (Décret),          |
| Saint-André               | Saint-André-en-Terre-Plaine | 27 mars 1961 (Décret),          |
| Saint-Sauveur             | Saint-Sauveur-en-Puisaye    | 27 mars 1961 (Décret),          |
| Escolives                 | Escolives-Sainte-Camille    | 17 décembre 1958 (Décret)       |
| Fleury-Vallée-d'Aillant   | Fleury-la-Vallée            | 31 août 1955 (Décret)           |
| Foissy                    | Foissy-sur-Vanne            | 31 août 1955 (Décret)           |
| Précy                     | Précy-sur-Vrin              | 31 août 1955 (Décret)           |
| Saint-Martin              | Saint-Martin-sur-Armançon   | 31 août 1955 (Décret)           |
| Sainte-Colombe            | Sainte-Colombe-sur-Loing    | 31 août 1955 (Décret)           |
| Sougères                  | Sougères-en-Puisaye         | 31 août 1955 (Décret)           |
| Argenteuil                | Argenteuil-sur-Armançon     | 11 mai 1937 (Décret)            |
| Druyes                    | Druyes-les-Belles-Fontaines | 10 juillet 1925 (Décret)        |
| Civry                     | Civry-sur-Serein            | 12 juillet 1922 (Décret)        |
| Dillo                     | Dilo                        | 7 décembre 1920 (Décret)        |
| Asnières                  | Asnières-sous-Bois          | 30 novembre 1918 (Décret)       |
| Chemilly                  | Chemilly-sur-Yonne          | 30 novembre 1918 (Décret)       |
| Moulins                   | Moulins-en-Tonnerrois       | 30 novembre 1918 (Décret)       |
| Saint-Georges             | Saint-Georges-sur-Baulche   | 30 novembre 1918 (Décret)       |
| Savigny                   | Savigny-sur-Clairis         | 30 novembre 1918 (Décret)       |
| Courtois                  | Courtois-sur-Yonne          | 11 décembre 1917 (Décret)       |
| Courlon                   | Courlon-sur-Yonne           | 23 décembre 1914 (Décret)       |
| Voutenay                  | Voutenay-sur-Cure           | 15 novembre 1912 (Décret)       |
| Chemilly-près-Seignelay   | Chemilly                    | 10 août 1905 (Décret)           |
| Saint-Bris                | Saint-Bris-le-Vineux        | 15 août 1903 (Décret)           |
| Lichères                  | Lichères-sur-Yonne          | 8 août 1901 (Décret)            |
| Tannerre                  | Tannerre-en-Puisaye         | 1er octobre 1899 (Décret)       |
| Étais                     | Étais-la-Sauvin             | 19 octobre 1894 (Décret)        |
| Chastellux                | Chastellux-sur-Cure         | 7 avril 1892 (Décret)           |
| Aisy                      | Aisy-sur-Armançon           | 2 juillet 1891 (Décret)         |
| Saint-Cydroine-Laroche    | Laroche-Saint-Cydroine      | 2 juillet 1891 (Décret)         |
| Theil                     | Theil-sur-Vanne             | 21 juillet 1890 (Décret)        |
| Brienon                   | Brienon-sur-Armançon        | 7 avril 1884 (Décret)           |
| Anstrude                  | Bierry-les-Belles-Fontaines | 3 août 1882 (Décret)            |
| Courson                   | Courson-les-Carrières       | 11 juin 1878 (Décret)           |
| Montigny-le-Roi           | Montigny-la-Resle           | 24 janvier 1876 (Décret)        |
| Saint-Léger-de-Fourcheret | Saint-Léger-Vauban          | 7 décembre 1867 (Décret)        |
| Le Vault                  | Vault-de-Lugny              | 27 novembre 1859 (Décret)       |
| Ancy-le-Serveux           | Ancy-le-Libre               | 21 juillet 1848 (Arrêté)        |
| Anstrude                  | Bierry-les-Belles-Fontaines | 21 juillet 1848 (Arrêté)        |
| Malay-le-Vicomte          | Malay-le-Grand              | 21 juillet 1848 (Arrêté)        |
| Malay-le-Roi              | Malay-le-Petit              | 21 juillet 1848 (Arrêté)        |
| Villeneuve-le-Roi         | Villeneuve-sur-Yonne        | 21 juillet 1848 (Arrêté)        |

## Modifications de limites communales
Le plus souvent, les modifications des limites communales décidées par arrêtés préfectoraux ne sont pas répertoriées dans le Journal officiel ni dans le Bulletin officiel.
| La commune de ...                                             | cède du territoire à la commune de...                         | précisions                                                                                | Date (et nature) de la décision |
| ------------------------------------------------------------- | ------------------------------------------------------------- | ----------------------------------------------------------------------------------------- | ------------------------------- |
| Molinons                                                      | Villeneuve-l'Archevêque                                       | 34 habitants                                                                              | 24 août 1992 (Arrêté)           |
| Sougères-sur-Sinotte                                          | Monéteau                                                      | 16 habitants                                                                              | 6 juin 1972 (Décret)            |
| Monéteau                                                      | Sougères-sur-Sinotte                                          |                                                                                           | 6 juin 1972 (Décret)            |
| Ligny-le-Châtel                                               | Pontigny                                                      | 55 habitants                                                                              | 5 décembre 1966 (Arrêté)        |
| Villeneuve-sur-Yonne                                          | Armeau                                                        | 32 habitants                                                                              | 19 novembre 1963 (Arrêté)       |
| Vergigny                                                      | Saint-Florentin                                               | 11 habitants                                                                              | 27 janvier 1961 (Arrêté)        |
| Sens                                                          | Saligny                                                       | Lieu-dit Les Noyers-Pompon Superficie de 1 a 20 ca                                        | 12 décembre 1957 (Arrêté)       |
| Saligny                                                       | Sens                                                          | Lieu-dit La Haie des Cerisiers Superficie de 1 a 20 ca                                    | 12 décembre 1957 (Arrêté)       |
| Neuilly                                                       | Senan                                                         | Superficie de 4 ha 61 a 20 ca                                                             | 20 décembre 1952 (Arrêté)       |
| Senan                                                         | Neuilly                                                       | Superficie de 4 ha 61 a 20 ca                                                             | 20 décembre 1952 (Arrêté)       |
| Seignelay Hauterive                                           | Hauterive Seignelay                                           |                                                                                           | 17 avril 1951 (Décret)          |
| Ormoy                                                         | Cheny                                                         | Lieu-dit La Grande-Vente Superficie de 27 ha 87 a 10 ca                                   | 25 juin 1948 (Arrêté),          |
| Cheny                                                         | Ormoy                                                         | Lieux-dits Les Communaux de Cheny et les Communaux d'Ormoy Superficie de 27 ha 88 a 40 ca | 25 juin 1948 (Arrêté),          |
| Venizy                                                        | Chailley                                                      |                                                                                           | 20 janvier 1893 (Décret)        |
| Auxerre                                                       | Sougères-sur-Sinotte                                          | Hameau du Marteau                                                                         | 8 avril 1877 (Loi)              |
| Escamps                                                       | Coulangeron                                                   | Section de Crosle-le-Bas                                                                  | 22 janvier 1868 (Décret)        |
| Avrolles Saint-Florentin                                      | Saint-Florentin Avrolles                                      |                                                                                           | 31 mars 1859 (Loi)              |
| Asquins                                                       | Saint-Père                                                    |                                                                                           | 1er août 1850 (Loi)             |
| Diges                                                         | Moulins-sur-Ouanne                                            | Hameau de Gerbeaux                                                                        | 30 juillet 1847 (Ordonnance)    |
| Champlost                                                     | Arces                                                         |                                                                                           | 25 avril 1847 (Loi)             |
| Toucy Fontaines                                               | Fontaines Toucy                                               |                                                                                           | 22 mai 1840 (Loi)               |
| Vergigny                                                      | Ligny                                                         | Portion du hameau de Lordonnois                                                           | 7 août 1839 (Loi)               |
| Chichery Beaumont                                             | Beaumont Chichery                                             |                                                                                           | 3 juin 1837 (Loi)               |
| Quarré-les-Tombes Marigny-l'Église (département de la Nièvre) | Marigny-l'Église (département de la Nièvre) Quarré-les-Tombes | Rue des Hameaux de Montgaudier                                                            | 28 septembre 1831 (Loi)         |
| Quarré-les-Tombes                                             | Saint-Agnan (département de la Nièvre)                        | Hameau des Champs Bernoux                                                                 | 28 juin 1829 (Loi)              |
| Saint-Agnan (département de la Nièvre)                        | Quarré-les-Tombes                                             | Portion de Climat des Vallats                                                             | 28 juin 1829 (Loi)              |
| Quarré-les-Tombes                                             | Dhun-les-Places (département de la Nièvre)                    | Le Bois de la Brouille                                                                    | 28 juin 1829 (Loi)              |
| Dhun-les-Places (département de la Nièvre)                    | Quarré-les-Tombes                                             | Portion de Climat de Vannay                                                               | 28 juin 1829 (Loi)              |

## Communes associées
Liste des communes ayant, ou ayant eu (en italique), à la suite d'une fusion, le statut de commune associée.
| Nom de la commune        | Code INSEE | Fusion-association                      | Fusion-association | Fusion-association      | Fusion-association                       | Défusion                                | Défusion         | Défusion                                                     |
| Nom de la commune        | Code INSEE | date de la décision                     | date d'effet       | commune absorbante      | nom de la commune résultant de la fusion | date de la décision                     | date d'effet     | commentaire                                                  |
| ------------------------ | ---------- | --------------------------------------- | ------------------ | ----------------------- | ---------------------------------------- | --------------------------------------- | ---------------- | ------------------------------------------------------------ |
| Cusy                     | 89135      | Arrêté préfectoral du 22 décembre 1972  | 1er janvier 1973   | Ancy-le-Franc           | Ancy-le-Franc                            |                                         |                  |                                                              |
| Môlay                    | 89259      | Arrêté préfectoral du 30 décembre 1972  | 1er janvier 1973   | Annay-sur-Serein        | Annay-sur-Serein                         | Arrêté préfectoral du 19 décembre 1978  | 1er janvier 1979 |                                                              |
| Sainte-Vertu             | 89371      | Arrêté préfectoral du 30 décembre 1972  | 1er janvier 1973   | Annay-sur-Serein        | Annay-sur-Serein                         | Arrêté préfectoral du 19 décembre 1978  | 1er janvier 1979 |                                                              |
| Dilo                     | 89140      | Arrêté préfectoral du 20 septembre 1976 | 1er janvier 1977   | Arces                   | Arces-Dilo                               |                                         |                  |                                                              |
| Vaux                     | 89435      | Arrêté préfectoral du 28 septembre 1972 | 1er octobre 1972   | Auxerre                 | Auxerre                                  |                                         |                  |                                                              |
| Saint-Sérotin            | 89369      | Arrêté préfectoral du 21 juin 1972      | 1er juillet 1972   | Brannay                 | Brannay-Saint-Sérotin                    | Arrêté préfectoral du 29 décembre 1975  | 1er janvier 1976 | Brannay-Saint-Sérotin reprend le nom de Brannay              |
| Bligny-en-Othe           | 89047      | Arrêté préfectoral du 15 décembre 1972  | 1er janvier 1973   | Brienon-sur-Armançon    | Brienon-sur-Armançon                     |                                         |                  |                                                              |
| Paroy-en-Othe            | 89288      | Arrêté préfectoral du 15 décembre 1972  | 1er janvier 1973   | Brienon-sur-Armançon    | Brienon-sur-Armançon                     | Arrêté préfectoral du 16 octobre 2003   | 31 décembre 2003 |                                                              |
| Turny                    | 89425      | Arrêté préfectoral du 9 avril 1974      | 15 avril 1974      | Chailley                | Chailley-Turny                           | Arrêté préfectoral du 19 décembre 1978  | 1er janvier 1979 | Chailley-Turny reprend le nom de Chailley                    |
| Louesme                  | 89231      | Arrêté préfectoral du 28 décembre 1972  | 1er janvier 1973   | Champignelles           | Champignelles                            |                                         |                  |                                                              |
| Escolives-Sainte-Camille | 89155      | Arrêté préfectoral du 7 décembre 1972   | 11 décembre 1972   | Coulanges-la-Vineuse    | Coulanges-la-Vineuse                     | Arrêté préfectoral du 19 décembre 1978  | 1er janvier 1979 |                                                              |
| Aigremont                | 89002      | Arrêté préfectoral du 19 septembre 1972 | 1er janvier 1973   | Lichères-près-Aigremont | Lichères-Aigremont                       | Arrêté préfectoral du 8 février 1985    | 8 février 1985   | Lichères-Aigremont reprend le nom de Lichères-près-Aigremont |
| Bessy-sur-Cure           | 89040      | Arrêté préfectoral du 4 décembre 1972   | 1er janvier 1973   | Lucy-sur-Cure           | Lucy-sur-Cure                            | Arrêté préfectoral du 22 décembre 1981  | 1er janvier 1982 |                                                              |
| Essert                   | 89157      | Arrêté préfectoral du 4 décembre 1972   | 1er janvier 1973   | Lucy-sur-Cure           | Lucy-sur-Cure                            |                                         |                  |                                                              |
| Sougères-sur-Sinotte     | 89401      | Arrêté préfectoral du 10 novembre 1972  | 1er décembre 1972  | Monéteau                | Monéteau                                 |                                         |                  |                                                              |
| Villemer                 | 89457      | Arrêté préfectoral du 28 décembre 1972  | 1er janvier 1973   | Neuilly                 | Neuilly                                  | Arrêté préfectoral du 19 décembre 1978  | 1er janvier 1979 |                                                              |
| Chastenay (Yonne)        | 89090      | Arrêté préfectoral du 28 novembre 1972  | 1er décembre 1972  | Ouanne                  | Ouanne                                   |                                         |                  |                                                              |
| Merry-Sec                | 89252      | Arrêté préfectoral du 28 novembre 1972  | 1er décembre 1972  | Ouanne                  | Ouanne                                   | Arrêté préfectoral du 6 décembre 1979   | 1er janvier 1980 |                                                              |
| Préhy                    | 89315      | Arrêté préfectoral du 26 décembre 1972  | 1er janvier 1973   | Saint-Cyr-les-Colons    | Saint-Cyr-les-Colons                     | Arrêté préfectoral du 28 novembre 1997  | 1er janvier 1998 |                                                              |
| Lavau                    | 89220      | Arrêté préfectoral du 21 novembre 1972  | 1er décembre 1972  | Saint-Fargeau           | Saint-Fargeau                            | Arrêté préfectoral du 27 décembre 1976  | 1er janvier 1977 |                                                              |
| Mézilles                 | 89254      | Arrêté préfectoral du 21 novembre 1972  | 1er décembre 1972  | Saint-Fargeau           | Saint-Fargeau                            | Arrêté préfectoral du 30 juin 1976      | 1er janvier 1977 |                                                              |
| Saint-Martin-des-Champs  | 89352      | Arrêté préfectoral du 21 novembre 1972  | 1er décembre 1972  | Saint-Fargeau           | Saint-Fargeau                            | Arrêté préfectoral du 30 juin 1976      | 1er janvier 1977 |                                                              |
| Ronchères                | 89325      | Arrêté préfectoral du 21 novembre 1972  | 1er décembre 1972  | Saint-Fargeau           | Saint-Fargeau                            | Arrêté préfectoral du 21 septembre 1998 | 1er janvier 1999 |                                                              |
| Septfonds                | 89389      | Arrêté préfectoral du 21 novembre 1972  | 1er décembre 1972  | Saint-Fargeau           | Saint-Fargeau                            |                                         |                  |                                                              |
| Rosoy                    | 89326      | Arrêté préfectoral du 11 décembre 1972  | 1er janvier 1973   | Sens                    | Sens                                     | Arrêté préfectoral du 20 décembre 2007  | 12 février 2008  |                                                              |
| Commissey                | 89114      | Arrêté préfectoral du 27 décembre 1972  | 1er janvier 1973   | Tanlay                  | Tanlay                                   |                                         |                  |                                                              |
| Saint-Vinnemer           | 89372      | Arrêté préfectoral du 27 décembre 1972  | 1er janvier 1973   | Tanlay                  | Tanlay                                   |                                         |                  |                                                              |
| Fleurigny                | 89166      | Arrêté préfectoral du 2 août 1972       | 1er janvier 1973   | Thorigny-sur-Oreuse     | Thorigny-sur-Oreuse                      |                                         |                  |                                                              |
| Saint-Martin-sur-Oreuse  | 89357      | Arrêté préfectoral du 2 août 1972       | 1er janvier 1973   | Thorigny-sur-Oreuse     | Thorigny-sur-Oreuse                      |                                         |                  |                                                              |
| Perreuse                 | 89293      | Arrêté préfectoral du 14 décembre 1972  | 1er janvier 1973   | Treigny                 | Treigny                                  |                                         |                  |                                                              |
| Sainte-Colombe-sur-Loing | 89340      | Arrêté préfectoral du 14 décembre 1972  | 1er janvier 1973   | Treigny                 | Treigny                                  | Arrêté préfectoral du 27 décembre 1976  | 1er janvier 1977 |                                                              |
| Bouilly                  | 89052      | Arrêté préfectoral du 19 septembre 1972 | 1er janvier 1973   | Vergigny                | Vergigny                                 |                                         |                  |                                                              |
| Rebourseaux              | 89322      | Arrêté préfectoral du 19 septembre 1972 | 1er janvier 1973   | Vergigny                | Vergigny                                 |                                         |                  |                                                              |
| La Villotte              | 89476      | Arrêté préfectoral du 23 juin 1972      | 1er juillet 1972   | Villiers-Saint-Benoît   | Villiers-Saint-Benoît                    |                                         |                  |                                                              |